# Laura Lindemann
Laura Lindemann (Berlín, 26 de junio de 1996) es una deportista alemana que compite en triatlón.
Participó en tres Juegos Olímpicos de Verano, entre los años 2016 y 2024, obteniendo una medalla de oro en París 2024, en la prueba de relevo mixto, y el octavo lugar en Tokio 2020, en la prueba individual.
Ganó una medalla de bronce en el Campeonato Mundial de Triatlón de 2020, tres medallas en el Campeonato Mundial de Triatlón por Relevos Mixtos entre los años 2016 y 2023 y tres medallas en el Campeonato Europeo de Triatlón, en los años 2021 y 2022.
Además, obtuvo una medalla de bronce en el Campeonato Mundial de Triatlón de Velocidad y dos medallas de oro en el Campeonato Europeo de Triatlón de Velocidad, en los años 2017 y 2021.
Fue la abanderada de Alemania en la ceremonia de clausura de los Juegos Olímpicos de París 2024 junto con el piragüista Max Rendschmidt.

## Palmarés internacional
| Juegos Olímpicos                      | Juegos Olímpicos    | Juegos Olímpicos  | Juegos Olímpicos |
| Año                                   | Lugar               | Medalla           | Prueba           |
| ------------------------------------- | ------------------- | ----------------- | ---------------- |
| 2024                                  | París (Francia)     | Medalla de oro    | Relevo mixto     |
| Campeonato Mundial                    |                     |                   |                  |
| Año                                   | Lugar               | Medalla           | Prueba           |
| 2020                                  | Hamburgo (Alemania) | Medalla de bronce | Individual       |
| Campeonato Mundial por Relevos Mixtos |                     |                   |                  |
| Año                                   | Lugar               | Medalla           | Prueba           |
| 2016                                  | Hamburgo (Alemania) | Medalla de bronce | Relevo mixto     |
| 2019                                  | Hamburgo (Alemania) | Medalla de plata  | Relevo mixto     |
| 2023                                  | Hamburgo (Alemania) | Medalla de oro    | Relevo mixto     |
| Campeonato Europeo                    |                     |                   |                  |
| Año                                   | Lugar               | Medalla           | Prueba           |
| 2021                                  | Kitzbühel (Austria) | Medalla de plata  | Relevo mixto     |
| 2022                                  | Múnich (Alemania)   | Medalla de plata  | Individual       |
| 2022                                  | Múnich (Alemania)   | Medalla de plata  | Relevo mixto     |

| Campeonato Mundial | Campeonato Mundial    | Campeonato Mundial | Campeonato Mundial |
| Año                | Lugar                 | Medalla            | Prueba             |
| ------------------ | --------------------- | ------------------ | ------------------ |
| 2023               | Hamburgo (Alemania)   | Medalla de plata   | Individual         |
| Campeonato Europeo |                       |                    |                    |
| Año                | Lugar                 | Medalla            | Prueba             |
| 2017               | Düsseldorf (Alemania) | Medalla de oro     | Individual         |
| 2021               | Kitzbühel (Austria)   | Medalla de oro     | Individual         |